# سیلکستون، کوئینزلند
سیلکستون (به انگلیسی: Silkstone) یک منطقهٔ مسکونی در استرالیا است که در کوئینزلند واقع شده‌است.